# 下罗特
下罗特是德国巴伐利亚州的一个市镇。总面积15.38平方公里，总人口963人，其中男性515人，女性448人（2011年12月31日），人口密度63人/平方公里。